# Tomislav Tomašević

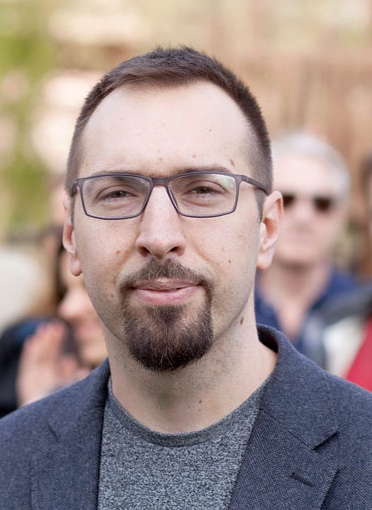
Tomislav Tomašević, Mai 2021

Tomislav Tomašević (Aussprache [tǒmislaʋ tomǎːʃeʋitɕ]; * 13. Januar 1982 in Zagreb) ist ein kroatischer Politiker (Abgeordneter im Sabor, des kroatischen Parlaments), Umweltaktivist, Umweltschützer und Politikwissenschaftler. Er ist Parteichef der lokalen politischen Bewegung „Zagreb ist UNSER!“ sowie der landesweit agierenden Partei „Wir können!“. Seit 2021 ist er Bürgermeister von Zagreb.

## Leben und Ausbildung
Tomašević wurde 1982 in Zagreb, Kroatien, Jugoslawien geboren. Er wuchs mit seinem Bruder Tihomir in Zapruđe und später in Zaprešić auf, bis die Familie wieder nach Zagreb zurückkehrte.
Tomaševićs Onkel, Ivo Tomašević, ist ein katholischer Priester und ein prominentes Mitglied der Bischofskonferenz von Bosnien und Herzegowina. Seine Großeltern väterlicherseits stammen als bosnische Kroaten aus Vidovice bei Orašje.
Tomašević schloss 2006 sein Studium an der Fakultät für Politikwissenschaft der Universität Zagreb ab und absolvierte 2013 ein Postgraduiertenstudium in Umwelt, Gesellschaft und Entwicklung an der University of Cambridge. Er erhielt mehrere Auszeichnungen und Stipendien, darunter das Marshal Memorial Fellowship, das Chevening Fellowship und das Cambridge Overseas Trust Fellowship.
Seit 2016 ist er mit Iva Mertić Tomašević verheiratet.
Tomašević arbeitete beruflich im Institut für politische Ökologie in Zagreb, wo er unter anderem zu Gemeinschaftsgütern (Commons) forschte.

## Politische Karriere
Im Jahr 1998, im Alter von 16 Jahren schloss sich Tomašević der NGO „Grüne Aktion“ an. Danach wurde er erster Vizepräsident und später Präsident des kroatischen Jugendnetzwerks („Mreže mladih Hrvatske“), Mitgliedsorganisation des Europäischen Jugendforums. Ab 2007 war er Präsident der Grünen Aktion, im Juni 2012 folgte ihm der langjährige Abgeordnete Bernard Ivčić als Präsident nach.

### Bürgermeister von Zagreb (seit 2021)
Bei den Kommunalwahlen 2017 kandidierte Tomašević erstmals für den Bürgermeister von Zagreb, an der Spitze einer Koalition, die von der politischen Partei „Zagreb ist UNSER!“ angeführt wurde, und konnte 3,94 % der Stimmen erringen. Mit dieser Koalition gewannen sie vier Sitze im Zagreber Gemeinderat. Als Gemeinderat tat sich Tomašević als lautstarker Kritiker von Bürgermeister Milan Bandić hervor.
Im Februar 2021 kündigte Tomašević erneut seine Kandidatur für den Bürgermeister von Zagreb bei den Kommunalwahlen 2021 an. Tomašević reichte am 29. April 20.236 Unterschriften bei der Staatlichen Wahlkommission (SEC) ein. Am nächsten Tag bestätigte die SEC, dass Tomašević und neun weitere Kandidaten ausreichend Unterschriften von registrierten Wählern eingereicht hatten sich damit für den ersten Wahlgang qualifiziert hatten.
Bei den Wahlen am 16. Mai 2021 erhielt Tomašević 147.631 Stimmen oder 45,15 %, was ihn zum Favoriten für das Amt des neuen Bürgermeisters in der Stichwahl machte, wo er am 30. Mai gegen den rechtsnationalen Sänger Miroslav Škoro von der Heimatbewegung antrat. Mit 68,3 Prozent wurde er am 30. Mai 2021 zum Bürgermeister von Zagreb gewählt.
Tomašević wurde bei den Kommunalwahlen im Mai 2025 mit 57 % der Stimmen als Bürgermeister wiedergewählt.

### Parlamentarier (seit 2020)
Bei den kroatischen Parlamentswahlen 2020 wurde er an der Spitze der Grün-Links-Koalition zum Mitglied des kroatischen Parlaments in der 10. Wahlperiode gewählt. Sein Parlamentsmandat begann am 22. Juli 2020. Er ist Mitglied in vier parlamentarischen Ausschüssen, dem Ausschuss für Raumordnung und Bauwesen, dem Ausschuss für Verfassung, Geschäftsordnung und politisches System, dem Ausschuss für interparlamentarische Zusammenarbeit und dem Exekutivausschuss der Landesgruppe der Interparlamentarischen Union.